# 立憲運動
立憲運動（りっけんうんどう、1906年 - 1909年、光緒32年 - 宣統元年）は、清末の光緒新政の中で行われた、大清を立憲君主制国家へと転換することを目的とした運動である。

## 経過

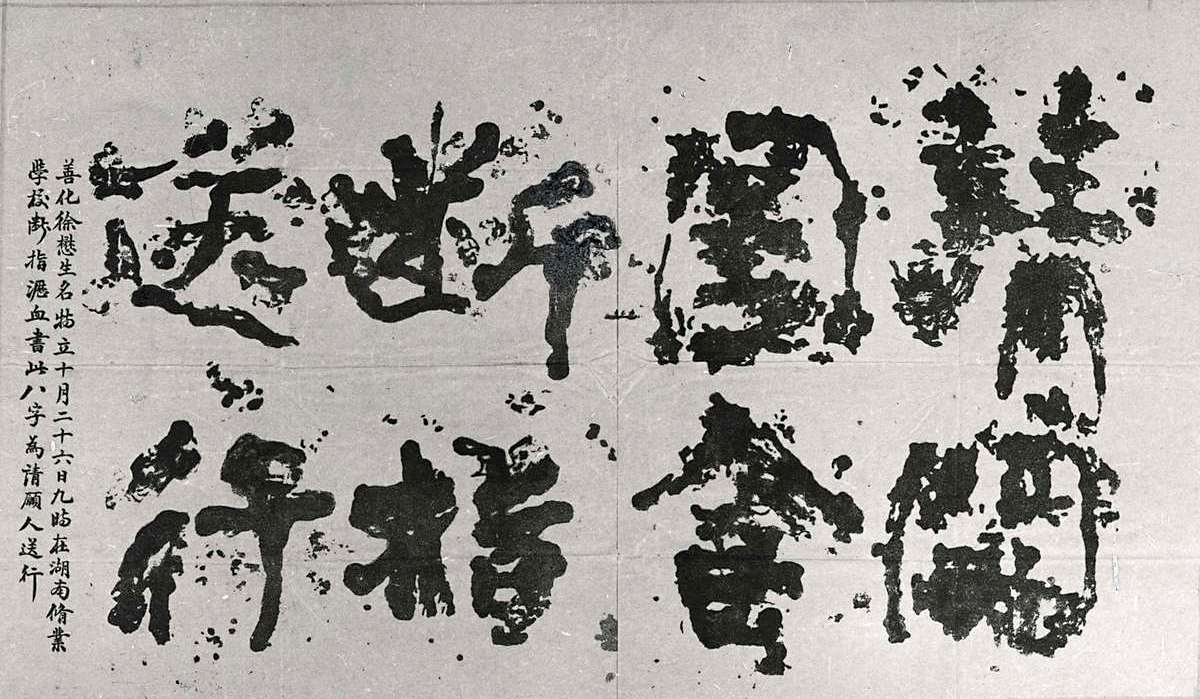
1907年、徐特立が立憲制実現を求めて書いた「請開国会、断指送行」の血書

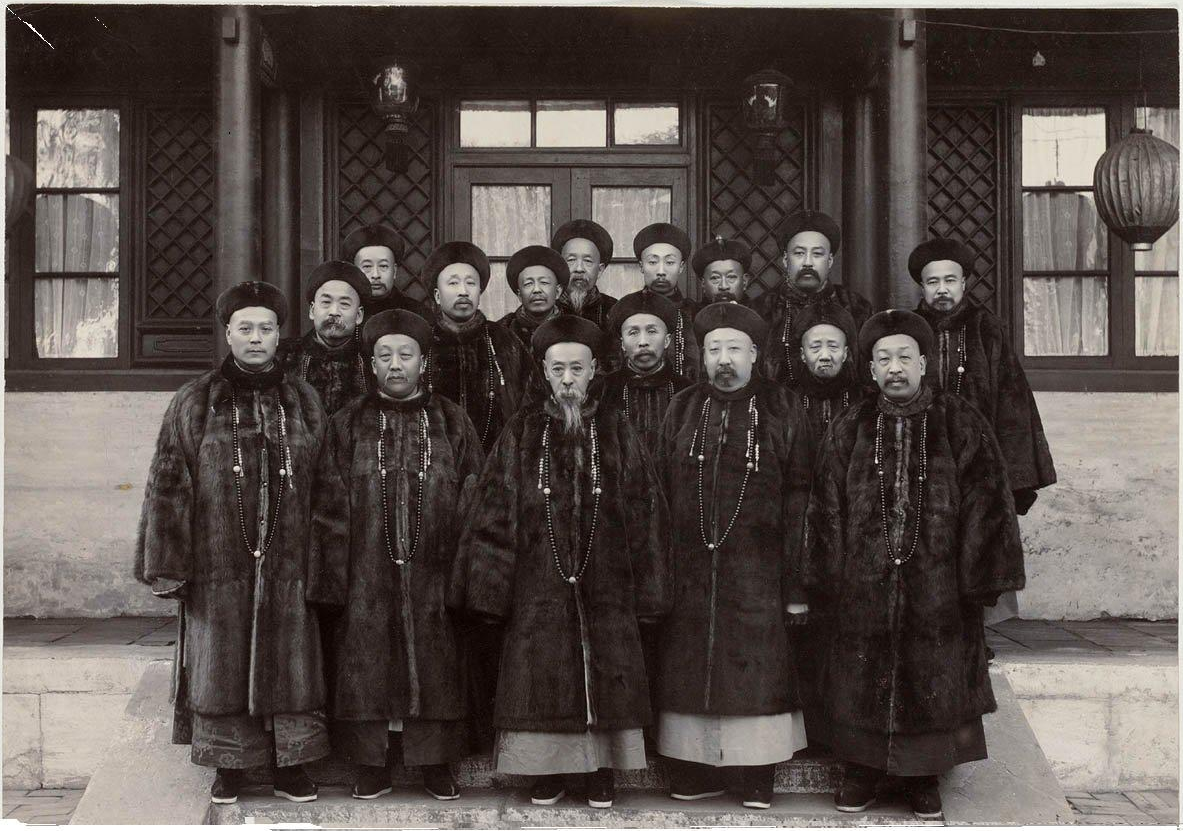
慶親王内閣

戊戌変法期およびそれ以前から、魏源、洪仁玕、王韜、鄭観応、康有為らは相次いで立憲制の導入を提唱していたが、立憲制度が中国の官僚や士紳層から広く注目されるようになったのは、20世紀初頭のことであった。1901年、かつての維新派の領袖であり、のちに立憲派の首領となる梁啓超は、『立憲法議』を発表し、立憲君主制を強く唱道した。梁はその中で、世界の国家を「君主之国」と「民主之国」の2つに分類し、また政治形態を「有憲法之政（または立憲之政）」「無憲法之政（または専制之政）」の2種に分けた。そして、「一定の政治体制をもって国民を治めることを政体という。世界の政体には三つの種類がある。第一は君主専制政体、第二は君主立憲政体、第三は民主立憲政体である」とした上で、「君主立憲こそ政体の中でもっとも優れたものである」と訴えた。梁啓超は、中国では君主権は古来より一定の制限を受けてきたが、それを制度として明文化した憲法が存在しなかったため、「制限しようとは欲しても、いかにして制限すべきか、その方法を知らない」ことを指摘した。そして君権と官権を制限するには、まず民権を明らかにしなければならず、ゆえに憲法と民権は切り離せないと主張した。ただし立憲の実施には「民智がある程度啓発されていなければならない」とし、「日本の維新は明治初年に始まるが、憲法の施行はその20年後であることはその証拠である。中国でもこれを語るには最短でも10年から15年を要するだろう」と述べている。梁啓超はまた立憲実施のための6つの段階を定めた。それは、（1）君主立憲政体を明言する詔勅を発すること、（2）重臣を海外に派遣し各国の憲法を視察させること、（3）立法局を開設し憲法草案を起草すること、（4）立法局が各国の憲法や関連著作を翻訳すること、（5）憲法草案を人民に5年から10年討議させた後に最終案を公布すること、（6）最終的に憲法を実施すること、である。
義和団の乱と列強による干渉（北清事変）を受けた後、清政府は「光緒新政」を実施し、各国の立憲制度を視察するため大臣を海外に派遣した。光緒32年（1906年9月）、西太后は宗室の載澤、戴鴻慈、徐世昌、端方、紹英の五大臣の意見に基づき、立憲準備を布告し、「仿行憲政」とは「大権を朝廷に統一し、庶政を広く輿論に開き、国家万年有道の礎を築くこと」であると説明した。
1907年、清政府は中央に資政院を、各省に諮議局を設置する計画を提案した。これに応じて、張謇や湯寿潜らは上海において「予備立憲公会」を設立し、以後、各地でも次々と立憲公会が設立された。各地、特に湖広や両江では、立憲を主張する政治団体が相次いで宣言を発し、立憲君主制の実現を訴えるとともに、国会速開請願運動を起こして、速やかな国会開設、憲法の発布、予備立憲期間の短縮などを求めた。
1908年、清政府は『欽定憲法大綱』を公布し、大清帝国は万世一系であることを定めるとともに、「十年後に立憲を実施する」と発表した。
1909年（宣統元年）9月、各地の督撫は相次いで、各省諮議局選挙を実施したことを奏報した。
1910年（宣統2年）9月1日、資政院は初の開院式を挙行した。資政院の開議を前後して、国会速開請願運動は最高潮に達した。直隷、山西、河南、四川、福建などの各省では、数千人規模の集会が相次ぎ、督撫に請願書の奏上を求めた。湖北では「不開国会﹐不承認新捐（国会を開かねば、新たな課税を認めない）」とするスローガンが掲げられた。北京では、請願代表団が資政院と摂政王載灃に度重なる上書を行い、資政院は請願を代奏した上で、速やかな国会開設を求める奏折を可決した。このような大規模な請願運動の圧力を受けて、東三省総督の錫良を筆頭に、18名の督撫、将軍、都統が連名で、速やかに内閣を組織し、翌年に国会を開設すべきと奏上した。清廷はこれに驚き、11月14日、予備立憲期間を5年に短縮し、国会開設前に責任内閣を設置することを発表した。
1911年5月8日（宣統3年4月10日）、清政府は軍機処を廃止し、内閣官制を公布するとともに、総理大臣および各大臣を任命した。しかし、その内閣の構成員の過半数は清宗室や満洲人で占められていたため、「皇族内閣」と呼ばれた（慶親王内閣）。これに対して立憲派や世論は大きな失望を抱き、さらには強い不満も引き起こされた。多くは清政府に憲政を本気で実施する意思がないと考え、次第に革命運動への同情と支持が広がっていった。
清政府を支持する立場からは、予備立憲期に皇族が先に内閣を組織するのは歴史発展の必然であるとする見解もあった。17世紀末から18世紀前半のイギリスにおいても、内閣は必ずしも議会によって直接選出されたものではなく、国王が個人的な好みに基づいて任命・罷免していた。長年にわたって皇帝専制が続いていた中国においては、予備立憲を実践する初期段階において内閣の構成員をまず皇族が担うのは自然な流れであるとされた。当時の内閣学士であった李家駒もこの点について以下のように指摘している：
1. 当時、中国で唯一憲法的性質を持っていた『欽定憲法大綱』には、「皇族が内閣を組織してはならない」とする規定は存在しない；
2. 日本の憲法にも同様の禁止規定はない（李は駐日公使や日本考察憲政大臣を務めた）；
3. さらに、奕劻による内閣はあくまで暫定的な内閣制度であり、過渡的性格のものである。

1912年1月1日、中華民国政府が成立し、同年2月には清朝最後の皇帝溥儀が退位を宣言した。これにより、清朝政府は崩壊した。

## 失敗の原因
立憲活動が展開された直接の契機の一つは、1905年の日露戦争であった。君主立憲制を採る小国・日本が、専制体制の大国・ロシアに勝利したことは、清朝の朝廷内外に大きな衝撃を与えた。例えば張謇は、当時袁世凱に上書して「日露の勝敗は、立憲と専制の勝敗である（日俄之勝負，立憲専制之勝負也）」と語っている。官民を問わず、多くの人々がこの戦争の勝敗を国家の政治体制と結びつけて捉え、日本が立憲によって勝ち、ロシアは専制ゆえに敗れたと考えた。「小国が大国に勝ったのではなく、立憲が専制に勝ったのである」との認識が広く共有された。
したがって、わずか数か月のうちに、立憲に関する議論は全国に広まった。これは、日本が明治十五年に欧州へ憲政を視察する使節団を派遣したことに倣ったものであり、清朝は1905年に載澤、端方ら五大臣（出使各国考察政治大臣）を欧米に派遣し、憲政の実情を調査させた。翌年、五大臣は順次帰国し、上奏文を提出した。その中で彼らは立憲に「一に皇位の永固、二に外患の軽減、三に内乱の慰撫」という三つの大きな利点があると述べ、立憲制の実施を進言した。ただし、五大臣は同時に「今日において立憲を宣布するのは、あくまで立憲に向けた準備を明示するものであり、実施の時期については緩やかに年限を設けるべきである」とし、「日本が明治十四年に憲政を宣布し、国会を開いたのは二十二年のことであり、この前例に倣うべきである」とした。以上を踏まえ、清廷は1906年9月1日（光緒三十二年七月十三日）に「宣示預備立憲諭」を公布し、「預備立憲」が正式に開始された。

### 立憲の変質と満漢対立
清末において、朝廷内外の政党・派閥は、立憲準備の進行速度や責任内閣制の構成および権限をめぐって大きく意見が分かれていた。こうした対立はやがて、敏感な満漢対立をも引き起こすこととなった。
1906年の官制改革では「満漢不分」を標榜したものの、軍機大臣および各部の尚書十三人のうち、漢人はわずか四名にとどまっていた。翌1907年には、漢人総督である張之洞および袁世凱が地方から中央に召還され、実質的にその地方権力を奪われた。同年、梁啓超が主導していた立憲派団体「政聞社」も弾圧され、解散を余儀なくされた。
1908年10月、慈禧太后と光緒帝が相次いで崩御し、幼帝溥儀が即位。その父である載灃が摂政に就任した。彼はまず袁世凱を罷免し、軍諮処（参謀本部）および海軍部を新設し、それぞれ弟の載濤、載洵に統括させた。軍機大臣の人事構成も当初は満漢同数であったが、1910年には漢人軍機大臣は一名のみとなった。

### 載灃摂政と国会速開請願運動の挫折
1908年12月2日、宣統帝が即位し、載灃が摂政に就任した。翌12月3日には、百官に対し、9年以内に立憲準備の諸事務を完了させ、その時点で欽定憲法を公布する旨の上諭が発せられた。これに呼応するかのように、立憲派も積極的な動きを見せた。梁啓超は『国聞報』において、国会および内閣の本質と意義を論じる多数の論説を発表し、立憲思想の普及に努めた。
1909年秋、各省の諮議局が正式に開幕した。だが、清朝政府の立憲準備が長引き、かつ排漢的傾向が強まっていることに対し、各界の不満が高まっていた。江蘇諮議局の議長であった張謇は、この状況を憂慮し、十六省の諮議局代表を上海に招集して「諮議局聯合会」を組織し、速やかに国会を開設するよう清政府に促した。
1910年1月、各省代表が北京に集まり、督察院を通じて「一年以内の国会開設」を求める請願書を提出した。だが、清朝政府は「国民の知識が未だ不十分」との理由でこれを拒絶した。これを受けて、各省諮議局の請願代表は組織を拡大し、各地の政治団体・商会・海外華僑商人らと連携して代表を選出、「請願即開国会同志会」や「国会速開期成会」などを次々と設立し、6月に二度目の請願を実施した。督察院を通じて提出された請願書は計10件に及んだが、いずれも退けられた。
9月、中央に資政院が開設される一方、日露両国は第二次密約を結んで満蒙の利権を狙い、日本は朝鮮を併合するなど、清朝の外交は極めて危機的な状況に陥った。こうした中、請願団体は三度目の大規模請願を発動。「速やかな国会開設」と「責任内閣の設置」を要求した。今回の請願には、より広範な団体が参加した。資政院はこの要求を支持する議決を行い、多くの省の督撫が軍機処に連名電報を送り、国会および内閣の速やかな設立を主張した。北京、天津、保定、四川では学生が授業をボイコットして呼応した。清朝政府はこれらの圧力に抗しきれず、11月4日に漸く「国会開設を3年前倒しする」と発表した。しかし、一部の立憲団体はこれに満足せず、「第四次大請願」を計画した。これに対し、清朝政府は各請願団体の解散を命じ、国会速開請願運動は強制的に中止された。この挫折を受けて、一部の立憲派人士は次第に革命運動へと共鳴・傾倒するようになった。

### 慶親王内閣と清廷の転覆
1910年11月、清朝政府は国会開設を3年前倒しすると発表し、それに先立って内閣を設置する旨を声明した。翌1911年5月8日、載灃摂政のもとで「内閣官制」および「内閣弁事暫行章程」が公布され、責任内閣が設立されるに至った。奕劻が総理大臣に任命され、内閣大臣13人中、満洲族が8人、漢族が5人であった。そのうち満洲族の8人のうち5人は皇族出身であった。従来の各部尚書が「満漢各半」であった慣例と比べて、漢族官員の比率が大きく減少しており、反対派はこの内閣を「皇族内閣」と非難した。これに対して、立憲派は諮議局聯合会の名義で都察院を通じて上奏し、「皇族によって内閣を組織することは君主立憲国家の一般原則に反しており、別の適任者による内閣を組織すること」を求めた。しかし、清朝政府はこれを退けた。
その後、10月10日に武昌起義が勃発し、各省が相次いで呼応する中で、清朝政府は袁世凱を起用し、革命派に対抗しようとした。袁は政府への復帰に際して翌年の国会召集や責任内閣の組織などを条件に掲げた。清廷はこれに即答しなかったが、10月29日には山西省が独立を宣言し、同日、北京東方の灤州に駐屯していた新軍第二十鎮の統制・張紹曾および協統・藍天蔚が電奏を発し、年内の国会召集、責任内閣の組織、皇族を国務大臣に任命しないこと、憲法は国会によって起草され、皇帝はこれを修正・否決してはならないことなど12項目を要求した。軍事的脅威の中、清廷は1911年11月8日に皇族内閣の廃止を余儀なくされ、11日には袁世凱を総理大臣に任命した。袁は北京に入って内閣を組織し、清朝の軍政大権を掌握。やがて南京の中華民国臨時政府と妥協し、皇帝の退位と引き換えに臨時大総統の地位を獲得した。1912年2月12日、溥儀が退位を宣言し、清朝の崩壊とともに、清末に進められた君主立憲運動も失敗に終わった。

## 評価
中国歴史学博士の李細珠は、問題の核心は満漢の対立にあると考え、慶親王内閣の構成員に皇族や貴族が多すぎたというよりも、清朝の皇族や親貴たちが満洲人であったことが批判の根底にあったとしている。
湘潭大学マルクス主義学院院長の陳宇翔は、「清末の『予備立憲』は、清朝政府が中国近代化の好機を幾度となく逃し、さらに内外の圧力に迫られた末のやむを得ない措置であった……清政府による『予備立憲』は、革命を抑え立憲派を懐柔するための手段にすぎず、真の誠意はなかった。そして『欽定憲法大綱』は、清朝が立憲政治の名のもとに専制を維持しようとした意図を露呈した……一部の見解は、清末の『予備立憲』の文書や表象に基づき、清末立憲を過大に評価しているが、それは学術的な見解の違いとして理解すべきである。ただし、もし辛亥革命が清末立憲の流れを断ち切り、中国の立憲化の好機を奪ったとするならば、それはまったく根拠のない議論である……このような歴史観の錯誤は、20世紀以来、中華民族の独立と振興のために闘争し、犠牲となった人民への深刻な冒涜であり、よくよく注意しなければならない！」としている。
台湾の歴史学者・易正義は、清朝の滅亡は、単に満漢対立や革命、あるいは晩清の新政改革だけによるものではなく、決定的な要因は慈禧太后の死によって権力の空白が生じ、政権の不安定化を招いたことにあり、清朝の崩壊は時間の問題であったとする。載灃が政権を守るために袁世凱を罷免し、軍権を掌握、さらには「皇族内閣」を組織して満洲人の皇族・旗人に権力を集中させた行為は、一種のやむを得ない政権防衛策とみなすこともできる。しかし、統治グループ内部の官僚システムにはすでに分裂傾向が生じており、それが清朝滅亡の進行を加速させたのである。
中国歴史学教授の熊元彬は、「百年以上にわたり罵られ続けてきた『皇族内閣』は、実のところ清朝が各国の憲政を調査したうえで、古今東西の政治制度と清末の内憂外患という国情を総合的に勘案して、移植と接ぎ木を同時に行う二元的な君主立憲制移行の産物にすぎない。それは過渡期の責任内閣であり、激動の時代に早産された存在であって、学界で言われるような売国的、恥ずべき、畸形的な内閣ではない」と述べている。熊は、「皇族内閣」に対する一部の批判が、「その成立背景にある深刻な内憂外患や、憲政制度が一朝一夕に確立され得ない現実を無視している」点を批判し、清末の深刻な内憂外患の状況下、改革を行わなければ清朝は必ず滅亡したであろうが、立憲派の主張するようなイギリス式の憲政改革を拙速に実行すれば、かえって清朝の滅亡を早めることになったであろう。そのため、清朝は内外の情勢を総合的に判断したうえで、日本式の二元的君主立憲体制を選択したのだ、と指摘している。

### 「立憲」の真贋
中国法学博士の靳曉霞は、清末の統治階級には立憲を実施する主体的な意志が欠けており、立憲の意義と作用についての認識も不十分であったと指摘する。さらに、統治集団内部の認識にも統一性がなく、真に立憲して民主政を開こうとする意思は存在しなかったとする。慈禧太后は実際には情勢に迫られて初めて改革を考えたのであり、光緒帝は立憲の意図こそあったが実権を持たず、改良を実行する力もなかった。戊戌変法の失敗は、立憲を実行する能力の欠如を意味するという。溥儀即位後、醇親王載灃が摂政となったが、清廷には十分な能力と実力が欠けており、清朝の皇権の権威も大きく損なわれていた。靳は「皇族内閣」の成立を、清政府の立憲が実質的に皇室への権力集中であったことの証であり、「詐欺」であったと評している。清政府は頑迷で改革に積極的ではなく、完全に統治能力を失ってはじめてようやく消極的に「改革」へと向かい、そこに真の立憲と民主の意志はなかったと結論づけている。
対して、熊元彬は、清朝の「立憲」が真の立憲であったか否かという性質は、ある程度、立憲派と清廷との間における「英国式の議会政治を採るべきか、日本式の二元的立憲君主制を採るべきか」という政治モデルをめぐる争いであったと述べている。立憲派は、すべての憲政は英国型を模範とすべきであり、責任内閣は議会に対して責任を負い、皇族が総理大臣を務めるべきではないと主張した。しかし、清末の財政・法制が整っていない現実の下では、こうした主張を実現するのは困難であった。日本やヨーロッパ諸国を視察した考察大臣・達寿は、英国議会は三権を握っているため「万能議院」とも称され、「名は立憲といえども、実は国会専制の政治である」と評している。こうした達寿らの奏請に基づき、清廷は「諸外国の君主立憲政体はいずれも大権を朝廷に統一し、庶政は輿論に公開するが、その実施・裁決は依然として朝廷自らが主導する（各國君主立憲政體，率皆大權統於朝廷，庶政公諸輿論，而施行庶政，裁決輿論，仍自朝廷主之。）」と認識したのである。
こうして清廷は最終的に、古今東西の政治体制と自国の情勢を総合的に考慮した上で、「暫行内閣」を前倒しで設立した。その主要な特徴は以下の通りである： 
1. その章程（規則）は暫定的なものであり、今後のさらなる起草と整備を要するものであった；
2. その構造は過渡的性格を帯びており、体制の成熟に伴い調整が必要とされていた；
3. 内閣の構成員は暫定的任命であり、これは一方では彼らの経験を考慮しつつ、他方では立憲要求の高まりに応急的に対応するために選出されたものであった。